# Marwan Attia
Marwan Attia Fahim Ghallab (Behera, 1 de agosto de 1998) es un futbolista egipcio que juega en la demarcación de centrocampista para el Al-Ahly de la Premier League de Egipto.

## Selección nacional
Es internacional con la selección de fútbol de Egipto.

## Clubes
| Club                       | País   | Año       |
| -------------------------- | ------ | --------- |
| Al-Ittihad Alexandria Club | Egipto | 2019-2023 |
| Al-Ahly                    | Egipto | 2023-act. |